# 223 Pułk Piechoty (1920)
223 ochotniczy pułk piechoty (223 pp) – oddział piechoty Wojska Polskiego w II Rzeczypospolitej okresu wojny polsko-bolszewickiej.

## Formowanie i zmiany organizacyjne
223 ochotniczy pułk piechoty został sformowany na obszarze Okręgu Generalnego „Lublin”. W lipcu 1920 w Lublinie został sformowany jego I batalion. W jego skład weszli między innymi gazeciarze lubelscy i „dzieci ulicy”. Żołnierze tylko raz zdążyli odbyć strzelanie na strzelnicy, w pośpiechu zapomniano o złożeniu przysięgi, a podziału na kompanie dokonano w dniu odjazdu. 1 sierpnia batalion wyruszył na front.

## Walki pułku (batalionu)
Chrzest bojowy batalion przeszedł na Polesiu. Słabe wyszkolenie i brak zwartości oddziału spowodowały, że już podczas pierwszych walk w szeregach pułku z błahego powodu wybuchła panika. Część żołnierzy rozbiegła się porzucając broń, amunicję i wyposażenie. W kolejnych dniach batalion walczył w składzie 15 Wielkopolskiej Dywizji Piechoty między innymi podczas kontrofensywy znad Wieprza. Maszerował wtedy w drugim rzucie, za oddziałami frontowymi. 20 sierpnia został rozformowany i wcielony do 15 Dywizji Piechoty jako uzupełninie. 